# The More You Ignore Me, the Closer I Get
The More You Ignore Me, the Closer I Get è un brano del cantante inglese Morrissey.
Primo singolo estratto dall'album Vauxhall and I, il disco venne pubblicato il 28 febbraio del 1994 dalla Parlophone e raggiunse la posizione numero 8 della Official Singles Chart e la numero uno della Modern Rock Tracks, la classifica della rivista statunitense Billboard.

## Realizzazione
(True-to-you del 2 gennaio 2014)
Scritto in collaborazione con Boz Boorer e registrato nell'estate del 1993, il disco vide per la prima volta la presenza di Steve Lillywhite in qualità di produttore, in un lavoro di Morrissey.
La copertina ritrae una foto del cantante, realizzata da Linder Sterling. Il videoclip promozionale, diretto da Mark Romanek, è stato realizzato utilizzando immagini di Morrissey che interpreta il brano in un corridoio, tra lampade penzolanti e con foto di David Baxter attaccate alle pareti e tratte dall'autobiografia di Terence Stamp, dal titolo Coming Attraction. L'attrice-bambina che compare nel video è la figlia di Boz Boorer, chitarrista della band.

## Tracce
- UK 7"

1. The More You Ignore Me, the Closer I Get - 3:44
2. Used to Be a Sweet Boy - 2:49

- UK 12" / CDs

1. The More You Ignore Me, the Closer I Get - 3:44
2. Used to Be a Sweet Boy - 2:49
3. I'd Love To - 4:50

## Formazione
- Morrissey – voce
- Alain Whyte - chitarra
- Boz Boorer – chitarra
- Jonny Bridgwood – basso
- Woodie Taylor– batteria